# Robert Kloos

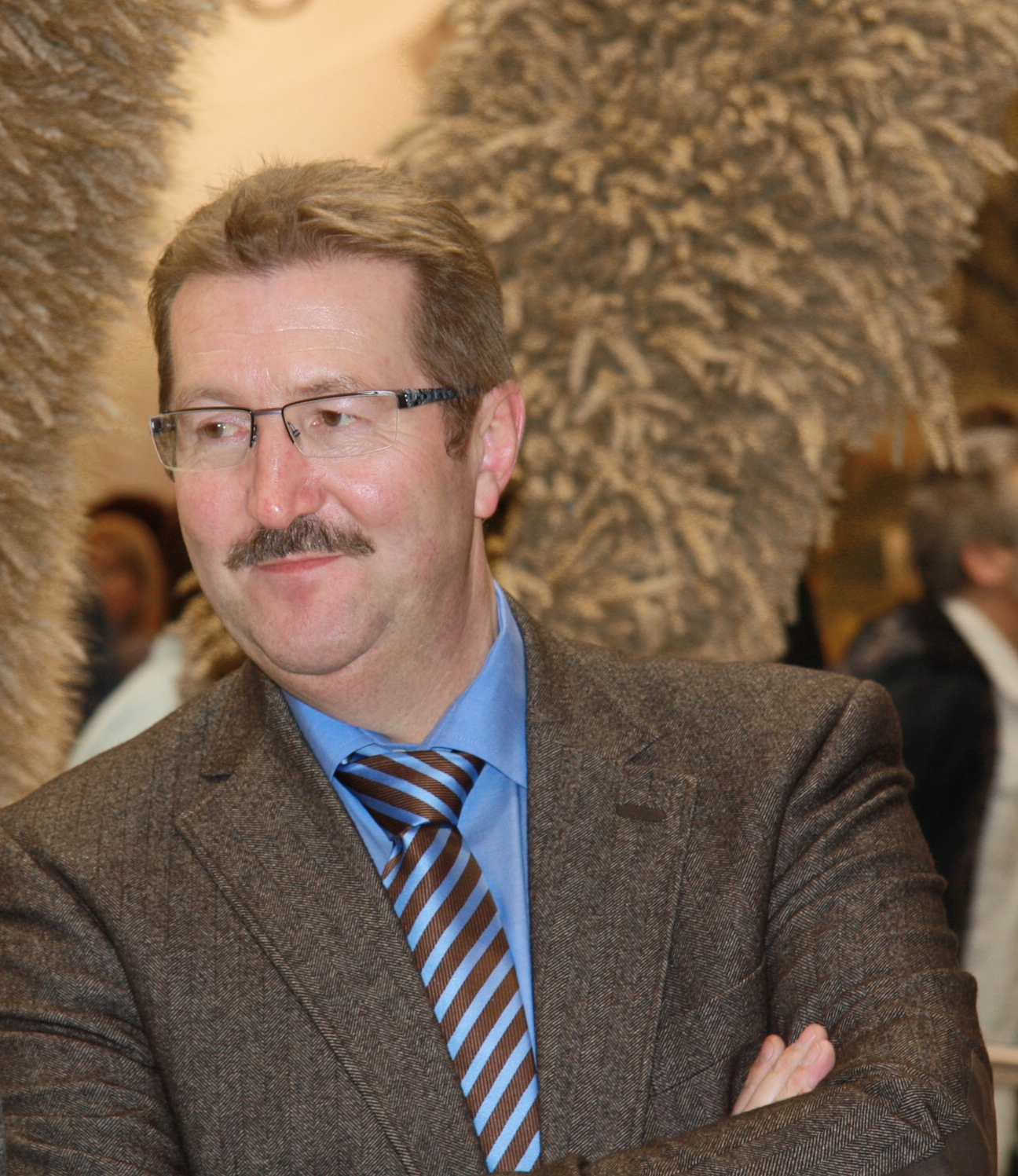
Robert Kloos (2010)

Robert Kloos (* 5. Juli 1958 in Dörrebach) ist ein deutscher Agrarpolitiker (CDU). Er ist verheiratet und hat ein Kind.

## Ausbildung
Von 1981 bis 1985 studierte Kloos Allgemeine Agrarwissenschaften an der Universität Hohenheim, Fachrichtung Ökonomie. 1989 wurde er am dortigen Institut für Agrarpolitik und Landwirtschaftliche Marktlehre promoviert.

## Berufliche Laufbahn
1989 wurde Kloos Referent für allgemeine Agrarpolitik im Bundesministerium für Ernährung, Landwirtschaft und Forsten. Dort war er über 15 Jahre in verschiedenen Funktionen tätig. Unter anderem war er stellvertretender Pressesprecher, persönlicher Referent und später Leiter des Ministerbüros. Von 1998 an leitete er dann die Unterabteilung für Märkte und tierische Produkte, Marktstruktur, Direktzahlungen und Planungsgrundlagen. Im Jahr 2004 wurde er auf Vorschlag von Renate Künast zum Präsidenten der Bundesanstalt für Landwirtschaft und Ernährung ernannt. Von Februar 2010 bis August 2016 war Robert Kloos beamteter Staatssekretär im Bundesministerium für Ernährung und Landwirtschaft. Seither ist er Hauptgeschäftsführer des Bundesverbandes Garten-, Landschafts- und Sportplatzbau.

## Ämter
Für die CDU war er von 2000 bis 2016 Ortsvorsteher in Kriegsdorf (Troisdorf). Robert Kloos ist Mitglied im Verwaltungsrat der Landwirtschaftlichen Rentenbank.